# Finikas (Zypern)
Finikas, auch Foinikas oder Phinikas genannt, (griechisch Φοίνικας, türkisch Finike) ist eine verlassene Gemeinde im Bezirk Paphos in der Republik Zypern. Bei der Volkszählung im Jahr 2021 hatte sie keine Einwohner.

## Name
Finikas bedeutet übersetzt „Dattelpalme“. Die Zyperntürken hingegen nannten das Dorf immer Finike und sie glauben, dass das Dorf nach der Stadt Finike in der Südtürkei benannt wurde. Sie sagen, dass die meisten türkischen Einwohner von Finikas ursprünglich von dort herkamen.
Auf alten Karten ist das Dorf als Finicha eingezeichnet.

## Lage und Umgebung

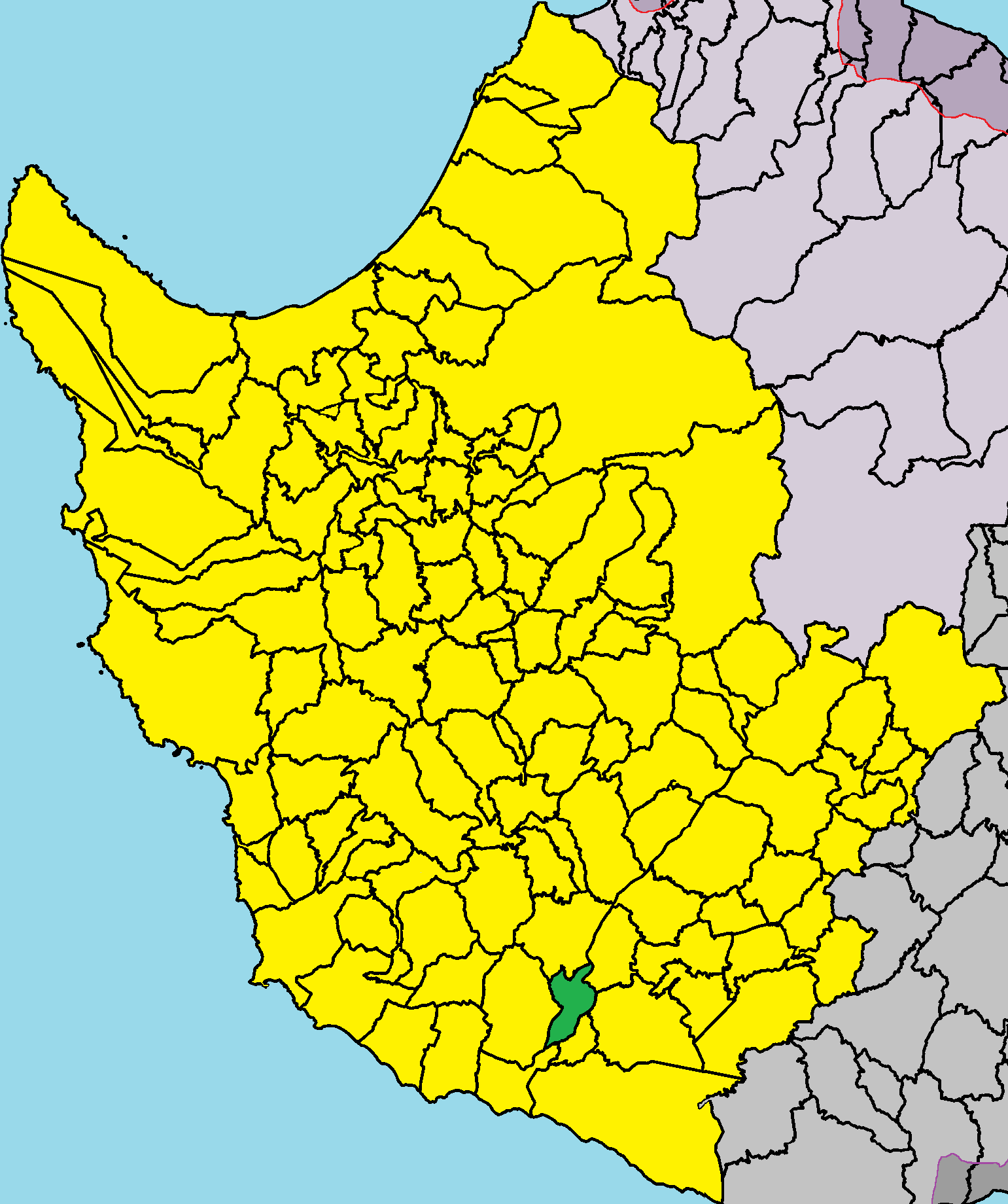
Lage im Bezirk Paphos

Finikas liegt im Südwesten der Mittelmeerinsel Zypern am Nordwestufer des Asprokremmos-Stausees des Xeropotamos-Flusses auf einer Höhe von etwa 105 Metern, etwa 25 Kilometer südöstlich von Paphos, 66 Kilometer nordwestlich von Limassol und 130 Kilometer südwestlich von Nikosia. Das 5,02384 Quadratkilometer große Dorf grenzt im Norden an Nata, im Osten an Choletria und Souskiou, im Süden an Nikoklia und Mandria und im Westen an Anarita. Das Dorf kann über einen Abzweig der Straße F622 erreicht werden.
Die durchschnittliche jährliche Niederschlagsmenge beträgt rund 450 Millimeter. Geologisch betrachtet befinden sich rund um das Bett des Xeropotamos die jüngsten alluvialen Ablagerungen des Holozäns, bestehend aus Sand, Geröll und Ton. Das restliche Gemeindegebiet wird von den Tonen der Moni-Formation, den Ablagerungen der Lefkara-Formation (Kreide, Mergel und Keratolithe) und den Ablagerungen der Pachnas-Formation (wechselnde Schichten aus Kreide, Mergel und Sandstein) dominiert.

## Geschichte
Finikas existierte mindestens seit dem Mittelalter und war sehr wichtig, da es Sitz der Kleinen Komturei bzw. der Commanderie de la Fenique war. Diese gehörte ursprünglich dem Orden der Tempelritter, kam aber 1313 in den Besitz des auf Zypern ansässigen Johanniterordens und der in Kolossi ansässigen Großen Komturei. Die Kleine Komturei von Foinikos war weitgehend autonom und war insbesondere mit den Dörfern Finikas und Anogyra verbunden, wie aus Dokumenten der Frankenzeit hervorgeht, in denen sie als La Commanderie de la Fenique et de la Noyere bezeichnet wird.
Nach der Eroberung Zyperns durch die Venezianer im Jahr 1489 wurde Finikas von den venezianischen Behörden an Giorgio Cornaros (Bruder der letzten Königin von Zypern, Caterina Cornaro) übertragen, weil er dabei geholfen hatte, seine Schwester davon zu überzeugen, Zypern an die Venezianer abzutreten.
Zu dieser Zeit gingen die Einnahmen der Komturei von Foinikos stark zurück, womit der Niedergang des Dorfes Finikas bereits begonnen hatte. Danach folgte die türkische Eroberung Zyperns (1570/71) mit der darauffolgenden Beschlagnahmung der Komturei, sodass sich wahrscheinlich auch einige türkische Beamte in Finikas niederließen. Während der langen türkischen Besatzung entwickelte sich Finikas zu einem unbedeutenden kleinen türkischen Dorf, das schließlich 1975 vollständig aufgegeben und der Verwüstung überlassen wurde.

### Bevölkerungsentwicklung
Das Dorf war bis 1975 eine türkisch-zyprische Enklave. Die meisten Zyperntürken flohen am 22. Juli 1974 nach einer griechisch-zyprischen Offensive (als Reaktion auf die türkische Offensive im Norden) aus dem Dorf. Einige Zurückgebliebene flohen über die Berge nach Norden. Die restlichen Zyperntürken wurden schließlich am 16. August 1975 unter UNFICYP-Eskorte in den nördlichen Teil Zyperns gebracht.
Nach dem Abzug der Zyperntürken wurden zunächst ein paar Zyperngriechen aus dem Norden in das Dorf umgesiedelt. Später wurden jedoch die meisten dieser Personen für den Bau eines großen Staudamms verlegt. Heute ist das Dorf verlassen und in Trümmern.
Die folgende Tabelle zeigt die Bevölkerung des Dorfes, wie sie in den in Zypern durchgeführten Volkszählungen erfasst wurde.
| Jahr      | 1881 | 1891 | 1901 | 1911 | 1921 | 1931 | 1946 | 1960 | 1973 | 1976 | 1982 | 1992 | 2001 | 2011 | 2021 |
| Einwohner | 48   | 57   | 69   | 96   | 130  | 128  | 156  | 181  | 235  | 1    | 2    | 0    | 0    | 0    | 0    |